# Voznesenivka
Voznesenivka (en ucraniano: Вознесенівка), antes Chervonopartyzansk (en ucraniano: Червонопартизанськ) es una localidad de Ucrania, en el Óblast de Lugansk.
Se encuentra a una altitud de 38 m sobre el nivel del mar.
La ciudad se encuentra ocupada por Rusia desde la guerra del Dombás, siendo administrada como parte de la de facto República Popular de Lugansk.

## Toponimia
Durante la era soviética y hasta 2016, cuando se cambió su denominación de acuerdo con las leyes de descomunización de Ucrania, se llamaba Chervonopartyzansk (en ucraniano: Червонопартизанськ; en ruso: Червонопартизанск).

## Demografía
Según estimación 2010 contaba con una población de 16 162 habitantes.
| 20 050                     | 17 680 | 16 900 | 16 162 |
| (Fuente: [cita requerida]) |        |        |        |